# Эргене (Текирдаг)
Эргене (тур. Ergene [er.ɟe.ne]) — район (ильче) и город в турецкой провинции Текирдаг (Восточная Фракия). В 2012 году выделен из района Чорлу. Название дано по реке Эргене, в бассейне которой находится территория района.

## География
Район граничит на севере с ильче Сарай, на востоке — с Капаклы и Черкезкёем, на юге — с Чорлу, на западе — с Муратлы и районом Люлебургаз провинции Кыркларели.
Через район параллельно проходят шоссе D.100[англ.] и трасса O-3[англ.], являющиеся частью трансъевропейского маршрута E80 Лиссабон — Гюрбулак[англ.] и азиатского маршрута AH1 Токио — Капыкуле.
На территории района располагаются особая экономическая зона «Европа» (тур. Avrupa Serbest Bölgesi) и три промышленных зоны (тур. Organize Sanayi Bölgesi, OSB): Эргене-1, Эргене-2 и Велимеше — общей площадью почти 2,5 тыс. га. В силу недостаточности местного населения персоналом размещающиеся там предприятия обеспечивают соседние районы Чорлу, Черкезкёй, Капаклы. Запад ильче занят преимущественно сельскохозяйственными землями, там выращиваются пшеница, подсолнечник и рапс.

## Население
| 2013    | 2014    | 2015    | 2016    | 2017    | 2018    | 2019    |
| ------- | ------- | ------- | ------- | ------- | ------- | ------- |
| 56 787  | ↗57 613 | ↗58 311 | ↗59 641 | ↗60 881 | ↗62 458 | ↗63 821 |
| 2020    | 2021    | 2022    | 2023    |         |         |         |
| ↗64 820 | ↗66 028 | ↗67 038 | ↗68 695 |         |         |         |

В состав Эргене входит 17 махалля:
| Махалля                       | Население, чел. (2023) |
| ----------------------------- | ---------------------- |
| Ахимехмет (тур. Ahimehmet)    | 568                    |
| Бакырджа (тур. Bakırca)       | 562                    |
| Вакыфлар (тур. Vakıflar)      | 2285                   |
| Велимеше (тур. Velimeşe)      | 11556                  |
| Джумхуриет (тур. Cumhuriyet)  | 8853                   |
| Ешильтепе (тур. Yeşiltepe)    | 14270                  |
| Игнелер (тур. İğneler)        | 467                    |
| Карамехмет (тур. Karamehmet)  | 872                    |
| Кыркгёз (тур. Kırkgöz)        | 1235                   |
| Мармараджик (тур. Marmaracık) | 4390                   |
| Мисинли (тур. Misinli)        | 1221                   |
| Пашакёй (тур. Paşaköy)        | 270                    |
| Пынарбаши (тур. Pınarbaşı)    | 747                    |
| Саглык (тур. Sağlık)          | 13007                  |
| Улаш (тур. Ulaş)              | 6996                   |
| Эсенлер (тур. Esenler)        | 795                    |
| Юлафлы (тур. Yulaflı)         | 575                    |

## Власть
Муниципалитет Эргене возглавляет избираемый мэр (тур. belediye başkanı). С 2019 года этот пост занимает представительница правящей Партии справедливости и развития Мюге Йилдыз Топак (тур. Müge Yıldız Topak).
Каймакамом Эргене (руководителем районной администрации, подчиняющимся губернатору провинции — вали) с 11 сентября 2023 года назначен Кадир Думан (тур. Kadir Duman).